# Dom Jacques Alexandre
Pour les articles homonymes, voir Alexandre.
Dom Jacques Alexandre est un religieux et érudit français, né à Orléans, le 24 janvier 1653. Il est décédé au monastère de Bonne-Nouvelle, le 23 juin 1734.

## Biographie
Bénédictin de la Congrégation de Saint-Maur, abbé de Vendôme (26 août 1673), il étudie la philosophie et la théologie, et est envoyé au monastère de Bonne-Nouvelle, où il termine sa vie comme sous-prieur du monastère.
Bien que  d'une santé fragile, il mène de nombreuses recherches et consacre tous ses loisirs à l'étude des mathématiques et des sciences physiques et mécaniques. Il a beaucoup écrit, mais apparemment sans souci de publication et la plupart de ses écrits ont été simplement transcrit en un grand volume in-folio qui a été conservé dans la bibliothèque de Bonne-Nouvelle.

## Œuvres
Jacques Alexandre est surtout connu par ses deux ouvrages, Traité du flux et reflux de la mer et Traité général des horloges (1734).
Le premier traité est basé sur la rotation supposé de la Terre à la Lune et n'a d'intérêt que d'un point de vue historique, comme une contribution à la solution d'un problème qui a retenu l'attention des analystes les plus habiles depuis le temps de Newton. Le second est un traité général sur l'histoire et l'art de construire des horloges. Il contient un catalogue des écrivains sur le sujet avec un bref compte rendu de leurs principales œuvres.
Alexandre a aussi travaillé sur des sujets en mathématiques, mécanique, etc., et a ajouté une sixième partie au traité De oscillatorio horologio de Huygens, dans lequel il décrit une horloge dont la longueur de pendule a été automatiquement modifiée pour lui permettre d'indiquer l’apparence solaire au lieu de l'heure solaire moyenne. Une description du mécanisme de pendule, qui n'est jamais entrée en pratique, peut être trouvée dans l'ouvrage de Berthoud, Essai sur l'horlogerie, (Paris, 1786, I, xvii), où certains de ses défauts sont mis en évidence.